# Субботин, Константин Сергеевич
Константин Сергеевич Субботин (род. 14 января 1982 года) — российский политик. Депутат Государственной думы Федерального собрания Российской Федерации VI созыва.

## Биография
Родился 14 января 1982 года. С 4 декабря 2011 года депутат Государственной Думы шестого созыва. Член фракции Политической партии «Либерально-демократическая партия России». Член Комитета ГД по природным ресурсам, природопользованию и экологии.

## Проекты законов
- О внесении изменений в статью 36 Жилищного кодекса Российской Федерации (в части создания условий для беспрепятственного доступа инвалидов к объектам жилой инфраструктуры)[2].
- О запрете производства и оборота на территории Российской Федерации слабоалкогольных и безалкогольных энергетических напитков[3].
- О внесении изменений в статью 24 Федерального закона "О воинской обязанности и военной службе" (по вопросу отсрочки от призыва на военную службу в связи с обучением в образовательных учреждениях начального профессионального и среднего профессионального образования)[4].
- О внесении изменений в Федеральный закон "О финансовом оздоровлении сельскохозяйственных товаропроизводителей (в части предоставления права повторного участия в программе финансового оздоровления)[5].
- О внесении изменений в Федеральный закон "О государственном языке Российской Федерации" и Кодекс Российской Федерации об административных правонарушениях в части защиты русского языка[6].
- О внесении изменений в статьи 14 и 27 Федерального закона "О рекламе" (в части рекламы в детских и образовательных передачах)[7].
- О внесении изменений в Федеральный закон "О крестьянском (фермерском) хозяйстве" (в части приведения положений Федерального закона "О крестьянском (фермерском) хозяйстве" в соответствие с Гражданским кодексом Российской Федерации)[8].
- О внесении изменений в статью 126 главы 19 и главу 51.1 Трудового кодекса Российской Федерации (о частичной замене денежной компенсацией отпуска за работу во вредных и (или) опасных условиях труда)[9].
- О внесении изменений в статью 44 Федерального закона "О связи" и Кодекс Российской Федерации об административных правонарушениях (в части упорядочивания условий при заключении договоров на оказание услуг связи и установления ответственности за предоставление недостоверной информации об абонентах)[10].
- Закон Российской Федерации о поправке к Конституции Российской Федерации "О Совете Федерации Федерального Собрания Российской Федерации"[11].
- О внесении изменения в статью 20.1 Кодекса Российской Федерации об административных правонарушениях (об уточнении признаков состава, квалифицируемого как мелкое хулиганство)[12].
- О внесении изменения в статью 112 Трудового кодекса Российской Федерации (о включении 31 декабря в перечень нерабочих праздничных дней в Российской Федерации)[13].
- Об установлении ежемесячного пособия по уходу за ребенком, не достигшим 14-летнего возраста, в размере минимального размера оплаты труда[14].